# Westervelt
Westervelt – jednostka osadnicza w Stanach Zjednoczonych, w stanie Illinois, w hrabstwie Shelby.